# Заход (Лющикская волость)
Заход или Заход Успенский — деревня в Бежаницком районе Псковской области. Входит в состав сельского поселения муниципальное образование «Лющикская волость».
Расположена в 6 км к северо-западу от райцентра Бежаницы.
| 2000 | 2001 | 2002 | 2010 |
| ---- | ---- | ---- | ---- |
| 17   | →17  | ↘10  | ↘7   |